# Viborg Bybusser
Viborg Bybusser er de busser, der kører internt i Viborg by og drives af Midttrafik. (tidligere VAFT) Systemet består af 5 hovedlinjer, og 2 servicebuslinjer.

## Historie
Buskørsel i Viborg kan dateres tilbage til 1911, hvor den første rutebil kørte mellem Viborg og Randers. Det er dog uvist, hvornår Viborg fik egentlige bybusser, men Bybusnettet er i hvert fald startet før 1973, hvor det første kendte billede, er taget i Gravene (Viborg), og busnettet er efterfølgende vokset til at dække hele Viborg by, som denne ligeledes er vokset. Linjenettet i Viborg, var i en periode fra efter 1978 nummeret i linjer bestående af 700 linjenumre. I 1981, da VAFT - (Viborg Amts Fælleskommunale Trafikselskab) opstod, blev også bybuskørslen i Viborg lagt her ind under det nye trafikselskab. På et tidspunkt i mellem 2002 og 2003 er bybuslinjerne i Viborg atter kommet til at hedde linjenummerserien 1-6. Bybusserne i Viborg fortsatte stort set uændret frem til 2012, hvor der blev fremlagt en ny plan for den kollektive transport i Viborg by. Linjenettet bestod indtil den nye plan for den kollektive trafik for bybusserne af 6 linjer fordelt på linje 1-6. De kørte som radiallinjer og startede et sted i udkanten af Viborg og kørte i en sløjfe af området for at køre via centrum af Viborg og endte i en anden ende af byen.
| Linje | Linjeføring                                         | Bemærkning             |
| ----- | --------------------------------------------------- | ---------------------- |
| 1     | Ellekonebakken – Trappetorvet – H. C. Andersens Vej |                        |
| 2     | Viborg Storcenter – Trappetorvet – Odshøj           |                        |
| 3     | Liseborg – Trappetorvet – Skaldehøj                 |                        |
| 4     | Hedevænget – Trappetorvet – Vestervang              |                        |
| 5     | Trappetorvet – Lundvej                              | Kørte ikke om søndagen |
| 6     | Amtmandshøjen – Trappetorvet – Fuglebakken          |                        |

### Viborg billetten
Fra 2011, var der et særligt kendetegn ved bustransport i Viborg. Der blev indført en såkaldt "Viborg billet", som gjorde at man kunne kører 2 buszoner for kun 10kr. I 2015, kom Viborg billetten ligeledes over på rejsekortet. Billetten blev nedlagt som følge af, at Viborgs nuværende linje 5 til Arnbjerg og Bruunshåb skulle oprettes. Før den egentlige nedlæggelse af billetten havde det flere gange før været på tegnebrættet, at billetten skulle nedlægges, bl.a da Rejsekortet blev oprettet i Viborg.

### Trappetorvet
Trappetorvet i Viborg er bybussernes knudepunkt nummer 1. Alle by- og Servicebusser i Viborg kommer forbi trappetorvet, og derved skabes der korrespondance mellem samtlige af byens bybuslinjer. Oprindeligt kørte busserne, fra Trappetorvet, videre af gaden Gravene men i 2012, skulle torvet renoveres, så busserne kunne vende rundt på torvet, og undgå at kører gennem Gravene, der skulle overgå til at blive en gågade i Viborg.

### Servicebusser
Servicebusserne i Viborg var oprindeligt ikke på tegnebrættet, da man tilbage i 2012 planlagde byens nye bybusnet. Servicebusserne blev imidlertid til på grund af beboerklager over, at busserne ikke længere ville komme igennem blandt andet "Gudekvarteret" i nord og Teglmarken i Syd.

#### Nedlæggelsen
I løbet af foråret 2023, blev det vedtaget at servicebusserne i Viborg skulle nedlægges som følge af besparelser. Servicebusserne i Viborg kørte sidste gang den 24. Juni 2023.

## Nutidens linjenet
Det nuværende bybuslinjenet i Viborg består af følgende linjer pr.  juni 2019.
| Linje | Rute                                                |
| ----- | --------------------------------------------------- |
| 1     | Liseborg - Trappetorvet - Odshøj                    |
| 2     | Houlkær Øst/Nord - Trappetorvet - Viborg Storcenter |
| 3     | Højparken - Trappetorvet - Engelsborg               |
| 4     | Overlund Øst - Trappetorvet - Katrinehaven          |
| 5     | Møllehøjskolen - Trappetorvet                       |
|       | Julenatbybusser i Viborg                            |
| 6     | Ellekonedalen - Teglmarken                          |
| 7     | H. C. Andersens Vej - Houlkærvej                    |
| 8     | Falkevej - Liseborg - Møgeltoft                     |
| 9     | Gl. Randersvej - Asmild Mark                        |

### Julenatbusser
I modsætning til mange andre mindre byer har Viborg et natbusnet, der kører omkring jul og nytår i et bybussystem ligesom dagens linjenet. Natbusserne om julen består af linjerne 6 til 9.

## Nyt bybusnet på tegnebrættet
Bybusserne i Viborg skal laves om. COVID-19-pandemien har sat sine spor på Viborgs bybusser, og i starten skar Midttrafik ned for antallet af afgange på bybusserne, men det viste sig ikke at være nok. Passagererne er efter pandemien ikke rigtigt kommet tilbage i busserne, hvoraf politikerne i Viborg Kommune begyndte udviklingen af et nyt bybusnet i byen. Det nye bybusnet i Viborg betyder blandt andet, at byen introducerer 2 "A-buslinjer", der skal køre hvert kvarter.

### Udbud og elektriske busser
Viborg står overfor udskiftning af både operatør på bybusserne samt udskiftning af byens vognpak. Viborg Kommune fastlagde i udbudsprocessen, at byen skal have elektrisk busdrift, og at busserne skal være udstyrede med elektriske ramper, når den nye operatør overtager driften i 2024. Der er også en mulighed i udbudsprocessen for, at det skal være færre busser, der varetager bybustrafikken i Viborg.

## Galleri
- Viborg bybus på linje 3 på Trappetorvet
- Viborg Bybus på linje 2, ankommer til Trappetorvet
- Linje 1, ved Trappetorvet i Viborg
- Linje 2, ankommer ved Viborg storcenter og skifter linjenummer til linje 1 til oddshøj
- Linje 3 på Vestervang i Viborg